# Liste des longs-métrages de One Piece

Logo original du manga (également exposé dans la version originale de l'anime).

Depuis les premières diffusions de la série, la société japonaise Toei Animation a produit de nombreux films et longs métrages de One Piece habituellement diffusés au Japon pendant les vacances de mars. Les trois premiers longs-métrages durent moins d'une heure. Les films sont indépendamment produits du manga original et possèdent des scénarios différents de ceux du manga et de l'anime. Ils sont distribués par la Toei Company.

## Tableau récapitulatif
| N° | Titre                                                                | Durée       | Sortie Japon     | Sortie France    | Observations                                                            |
| 1  | One Piece : Le film                                                  | 52 minutes  | 4 mars 2000      | 24 août 2011     | Sorti en France directement en DVD et Blu-ray.                          |
| 2  | One Piece : L'Aventure de l'île de l'horloge                         | 55 minutes  | 3 mars 2001      | 23 novembre 2011 | Sorti en France directement en DVD et Blu-ray.                          |
| 3  | One Piece : Le Royaume de Chopper, l'île des bêtes étranges          | 55 minutes  | 2 mars 2002      | 7 mars 2012      | Sorti en France directement en DVD et Blu-ray.                          |
| 4  | One Piece : L’Aventure sans issue                                    | 95 minutes  | 1er mars 2003    | 20 juin 2012     | Sorti en France directement en DVD et Blu-ray.                          |
| 5  | One Piece : La Malédiction de l'épée sacrée                          | 95 minutes  | 6 mars 2004      | 29 août 2012     | Sorti en France directement en DVD et Blu-ray.                          |
| 6  | One Piece : Le baron Omatsuri et l'île secrète                       | 92 minutes  | 5 mars 2005      | 17 octobre 2012  | Sorti en France directement en DVD et Blu-ray.                          |
| 7  | One Piece : Le Mecha géant du château Karakuri                       | 94 minutes  | 4 mars 2006      | juillet 2013     | Sorti en France directement en DVD et Blu-ray.                          |
| 8  | One Piece épisode d'Alabasta : Les pirates et la princesse du désert | 90 minutes  | 7 mars 2007      | 20 mars 2013     | Sorti en France directement en DVD et Blu-ray.                          |
| 9  | One Piece épisode de Chopper : Le Miracle des cerisiers en hiver     | 113 minutes | 1er mars 2008    | 22 mai 2013      | Sorti en France directement en DVD et Blu-ray.                          |
| 10 | One Piece: Strong World                                              | 113 minutes | 12 décembre 2009 | 24 août 2011     | Premier film One Piece sorti au cinéma en France.                       |
| 11 | One Piece 3D: À la poursuite du chapeau de paille                    | 31 minutes  | 19 mars 2011     | -                | Projeté uniquement au Forum des images à Paris les 6 et 7 juillet 2012. |
| 12 | One Piece : Z                                                        | 108 minutes | 15 décembre 2012 | 15 mai 2013      |                                                                         |
| 13 | One Piece : Gold                                                     | 120 minutes | 23 juillet 2016  | 2 novembre 2016  |                                                                         |
| 14 | One Piece: Stampede                                                  | 101 minutes | 9 août 2019      | 9 octobre 2019   |                                                                         |
| 15 | One Piece: Red                                                       | 115 minutes | 6 août 2022      | 10 août 2022     |                                                                         |

## Liste détaillée

### One Piece: Le film
One Piece : Le film est le premier long métrage de 52 minutes inspiré de la franchise, avec au doublage les acteurs japonais Mayumi Tanaka dans le rôle de Monkey D. Luffy, Kazuya Nakai dans le rôle de Roronoa Zoro, Akemi Okamura dans le rôle de Nami, et Kappei Yamaguchi dans le rôle d'Usopp. Il est diffusé pour la première fois au Japon le 4 mars 2000 et commercialisé sous format DVD le 21 janvier 2001. Le film est diffusé en parallèle au film Digimon Adventure: Our War Game!. Dès leur première semaine de diffusion, ils se placent à la seconde place du box office japonais, à la troisième place durant la deuxième semaine et aux deux premières places durant les quatrième et cinquième semaines. Les deux films remportent un total de 2 160 000 000 yens.
Le trésor du légendaire pirate Woonan est enfoui sur une île et de nombreux pirates tentent alors de mettre la main dessus. Parmi eux, un certain capitaine El Drago et ses hommes qui réussissent à obtenir une carte contenant la localisation de cette île. Sur leur chemin, ils font la rencontre et dérobent les pirates au chapeau de paille, ces derniers dérivant en mer sans avoir de quoi manger.

### L'Aventure de l'île de l'horloge
One Piece : L'Aventure de l'île de l'horloge est le second film animé de 55 minutes dérivé de la franchise et le premier à mettre en scène Hiroaki Hirata dans le rôle de Sanji. Il est diffusé pour la première fois au Japon le 3 mars 2001 et commercialisé sous format DVD le 21 octobre 2001. Le film est diffusé en parallèle à Digimon Adventure 02: Diaboromon Strikes Back. Les deux films remportent un total de trois milliards de yens.
L'équipage au chapeau de paille prend quelques vacances lorsque le Vogue Merry est volé sous leurs yeux...

### Le Royaume de Chopper, l'île des bêtes étranges
One Piece : Le Royaume de Chopper, l'île des bêtes étranges est le troisième film animé de la franchise et le premier à mettre en scène Ikue Ohtani dans le rôle de Tony Tony Chopper. Il est diffusé pour la première fois au Japon le 2 mars 2002 et commercialisé sous format DVD le 21 octobre 2002. Le film est montré en parallèle au film Digimon Tamers: Runaway Locomon. Dès leurs premières diffusions, les films sont placés pendant six semaines dans le box-office japonais, et classés à la troisième place les deux premières semaines, à la cinquième et quatrième place les deux semaines suivantes, et à la sixième place les deux semaines d'après,,,,,. Les deux films rapportent un total de 2 milliards de yens, selon la Motion Picture Producers Association of Japan et $ 13 107 237 selon Box Office Mojo.
Avec Chopper comme nouveau membre de l'équipage au chapeau de paille, ces derniers atterrissent sur l'île des bêtes étranges, ou l'île de la Couronne. 

### L’Aventure sans issue
One Piece : L’Aventure sans issue est le quatrième film animé dérivé de la franchise et le premier à mettre en scène Yuriko Yamaguchi dans le rôle de Nico Robin. Il est diffusé pour la première fois au Japon le 1er mars 2003 et commercialisé sous format DVD le 21 juillet 2003. Le film est placé pendant sept semaines au box office japonais, à la seconde place durant la première semaine de diffusion, à la quatrième place les deux semaines suivantes, à la sixième les quatrième et cinquième semaines, à la septième place la sixième semaine et à la dixième place la septième semaine,,,,,,. Au Japon, il remporte deux milliards de yens, selon la Motion Picture Producers Association of Japan et $ 14 794 017, selon Box Office Mojo. Au niveau international, il remporte $ 14 817 006.
L'équipage au chapeau de paille participe à une course entre pirates où tous les coups sont permis. Ils devront affronter un ancien membre de la Marine bien décidé à gagner.

### La Malédiction de l'épée sacrée
One Piece : La Malédiction de l'épée sacrée est le cinquième film animé dérivé de la franchise. Il est diffusé pour la première fois au Japon le 6 mars 2004 et est commercialisé sous format DVD le 21 juillet 2004. Le film atteint le box office japonais pendant cinq semaines. Il atteint la troisième place dès sa première semaine de diffusion, la quatrième place à sa seconde semaine et à la cinquième place les trois semaines suivantes,,,,,,. Au Japon, il remporte un total de 1 800 000 000 de yen, selon la Motion Picture Producers Association of Japan. Box Office Mojo rapporte un revenu total de 13 422 333 dans les marchés japonais et internationaux,.
L'équipage au chapeau de paille fait une halte dans une ville portuaire de l'île d'Asuka. Peu après leur arrivée, Zoro disparaît. Pendant que l'équipage part à sa recherche, Sanji suit Maya, une fille originaire de l'île, vers un village. Ici, Zoro y est aperçu accompagné de soldats de la Marine. Zoro est désormais enrôlé dans la Marine et volera à la prêtresse du village des perles magiques. Derrière toute cette magouille se trouverait Saga, un ancien ami de Zoro, qui tenterait de faire revivre la terrible épée aux sept étoiles. Luffy décide donc d'aider Maya, la prêtresse du village, à contrecarrer les plans de Saga pour avoir une explication avec Zoro.

### Le baron Omatsuri et l’île secrète
One Piece : Le baron Omatsuri et l'île secrète est le sixième film animé dérivé de la franchise. Il est diffusé pour la première fois au Japon le 5 mars 2005 et commercialisé sous format DVD le 21 juillet 2005. Le film atteint le box office japonais pendant six semaines. Il atteint la troisième place dès sa première semaine de diffusion, la quatrième place à sa seconde semaine, la sixième place les deux semaines suivantes, la cinquième place à sa cinquième semaine et la septième place à la sixième semaine,,,,,,. Au Japon, il remporte un total d'1 200 000 000 yens, selon Motion Picture Producers Association of Japan et $10 466 247, selon Box Office Mojo. Au niveau international, il rapporte $10 494 545.
L'équipage au chapeau de paille est invité sur l'île de la fête. Sur place ils font la connaissance du mystérieux baron Omatsuri qui va leur lancer un défi. 

### Le Mecha géant du château Karakuri
One Piece : Le Mecha géant du château Karakuri est le septième film animé dérivé de la franchise. Il est diffusé pour la première fois au Japon le 4 mars 2006 et adapté sous format DVD le 21 juillet 2006. Le film atteint le box office japonais pendant six semaines. Il atteint la quatrième place dès sa première semaine de diffusion, la sixième place à sa seconde semaine, et la septième place à sa troisième semaine. À sa quatrième semaine de diffusion, le film atteint de nouveau la sixième place, puis la cinquième place la cinquième semaine et la dixième place à sa sixième semaine,,,,,,. Le film rapporte un total de $6 961 436 au Japon et $7 232 965 dans les marchés internationaux.
L'équipage au chapeau de paille part à la cherche de trésors à bord d'un navire détruit et tombe sur une vieille femme enfermée dans un coffre. Cette dernière, pour motiver Luffy et ses amis à la ramener chez elle, leur raconte que son île recèlerait un trésor légendaire : une couronne en or exceptionnelle. Ils partent alors pour Mecha Island et sont attaqués par Ratchet, le chef de l'île, et ses sbires qui utilisent diverses machines avec plus ou moins de bonheur. Les chapeaux de paille les repoussent sans problème et lorsque Ratchet découvre que ces derniers sont eux aussi à la recherche de la couronne d'or et sont déjà sur une piste, il décide de collaborer avec eux.

### Épisode d'Alabasta: Les pirates et la princesse du désert
One Piece épisode d'Alabasta : Les Pirates et la princesse du désert est le huitième long métrage animé dérivé de la franchise et le seul film One Piece à mettre en scène Misa Watanabe sous le rôle de Nefertari Vivi. Il est diffusé pour la première fois au Japon le 7 mars 2007 et adapté sous format DVD le 21 juillet 2007. Le film est licencié aux États-Unis par Funimation Entertainment et diffusé le 7 février 2008. Funimation adapte le long métrage en DVD le 19 février 2008 et en Blu-ray le 27 janvier 2009. Le film atteint le box office japonais pendant quatre semaines. Il atteint la deuxième place dès sa première semaine de diffusion, la quatrième place à sa deuxième semaine, et la troisième place durant sa troisième et quatrième semaines,,,,,. Le film rapporte $7 075 924 au Japon, $7 084 304 dans les marchés internationaux (excepté les États-Unis et au Canada) et $7 090 891 dans le monde entier.
L'équipage du chapeau de paille et la princesse Vivi Nefertari arrivent à Alabasta, le royaume désertique. Leur objectif est de trouver les rebelles pour empêcher la guerre civile et révéler la machination orchestrée par le perfide Capitaine Corsaire Crocodile. Pour réussir, ils devront affronter les agents officiers du Baroque Works, bien décidés à les arrêter.

### Épisode de Chopper: Le Miracle des cerisiers en hiver
One Piece épisode de Chopper : Le Miracle des cerisiers en hiver est le neuvième long métrage animé dérivé de la franchise et le premier à mettre en scène Kazuki Yao sous le rôle de Franky. Il est diffusé pour la première fois au Japon le 1er mars 2008 et adapté sous format DVD le 21 juillet 2008. Le film atteint le box office japonais pendant cinq semaines. Il atteint la troisième place dès sa première semaine de diffusion, la septième place dès la deuxième semaine, à la huitième place dès la troisième semaines, à la dixième place dès la quatrième semaine et la cinquième place dès la cinquième semaine,,,,,,. Il a rapporté $8 619 115 au Japon et $8 654 110 au niveau international.
Il s'agit du second film basé sur le personnage de Chopper. Il met également en scène les personnages de Franky, Nico Robin et le bateau Thousand Sunny qui remplace le Vogue Merry, qui ne sont pas présents dans la version originale.

### Strong World
One Piece: Strong World est le dixième long métrage animé dérivé de la franchise One Piece. Il s'agit du premier film à mettre en scène Chō dans le rôle de Brook. Il est diffusé pour la première fois au Japon le 12 décembre 2009 et en France le 24 aout 2011. C'est le premier film One Piece qui sort au cinéma en France.
L'équipage au chapeau de paille va devoir affronter Shiki le lion d'or, le seul pirate ayant réussi à s'évader de la prison d'Impel Down et ancien rival de Gol D Roger.

### À la poursuite du chapeau de paille
One Piece 3D: À la poursuite du chapeau de paille est le onzième long métrage de la franchise One Piece. C'est le premier à être projeté en 3D et qui a une durée de 31 minutes, ce qui fait de ce film le plus court de tous les films One Piece sortis à l'heure actuelle. Il est sorti le 19 mars 2011 au Japon.
Un étrange oiseau a volé le chapeau de paille de Luffy. Une course poursuite va alors s'engager entre l'animal et l'équipage.

### Z
One Piece : Z est le douzième long métrage de la franchise One Piece. Il est sorti au Japon le 15 décembre 2012 et en France le 15 mai 2013.
Un ancien amiral de la Marine surnommé Z débarque avec son équipage sur une île du Nouveau Monde. Le but de ce voyage : dérober un minerai renfermant une énergie phénoménale pouvant rivaliser avec la puissance des armes antiques. Son objectif est aussi d'exterminer les pirates. Le QG de la Marine se déplace vers l'avant, pour faire face à cette menace qui peut ébranler les fondements mêmes du Nouveau Monde. Ailleurs, Aokiji poursuit les pirates du chapeau de paille. Enfin, Luffy et son équipage se déplacent pour prendre position contre Z.

### Gold
Le 22 août 2015, la chaîne Fuji TV annonce un nouveau film dont la sortie est prévue à l'été 2016. Intitulé One Piece : Gold, il est sorti le 23 juillet 2016 au Japon et le 2 novembre en France, avec des avant-premières une semaine après la sortie japonaise.
L’équipage au Chapeau de Paille arrive sur Gran Tesoro, grande ville du divertissement, où les hommes les plus fortunés viennent jouer au casino et assister aux spectacles les plus grandioses. Gran Tesoro est contrôlé par l'empereur de l'or dont la fortune est égale à 20 % des berrys circulant dans le monde, Gild Tesoro,,,.

### Stampede
Le 25 août 2018, la chaîne Fuji TV annonce un nouveau film dont la sortie est prévue en 2019 à l'occasion des 20 ans de la série animée. Intitulé One Piece: Stampede, il sort le 9 août 2019 au Japon puis dans les mois qui suivent dans le reste du monde,,.

### Red
Le 21 novembre 2021, la chaîne Fuji TV annonce un nouveau film dont la sortie est prévue à l'été 2022. Intitulé One Piece: Red, il est sorti le 6 août 2022 au Japon.